# Jô Soares

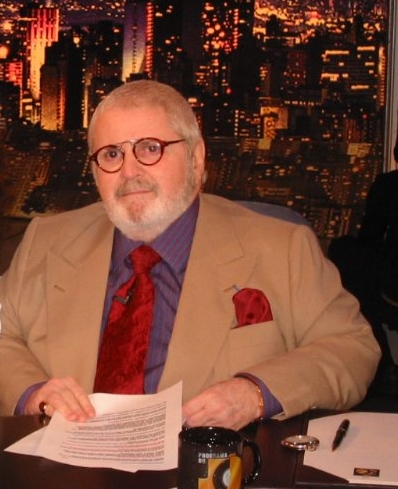
Jô Soares

José Eugenio Soares, ofta kallad Jô Soares, född 16 januari 1938 i Rio de Janeiro, död 5 augusti 2022 i São Paulo, var en brasiliansk programledare, författare, teaterproducent, regissör, komiker, skådespelare, konstnär och musiker.
Han talade portugisiska, engelska, franska, italienska och spanska.